# Jónas Hallgrímsson
Pour les articles homonymes, voir Hallgrímsson.
Jónas Hallgrímsson (né le 16 novembre 1807 à Hraun dans l'Öxnadalur , mort le 26 mai 1845 à Copenhague) est un poète et naturaliste islandais. Il est célébré dans ce pays comme un héros national.

## Biographie
Sa famille s'établit à Steinsstaðir alors qu'il était âgé d'un an. Son père, Hallgrímur Þorsteinsson, se noya dans le Hraunsvatn alors que Jónas avait neuf ans. Il fut alors pris en charge par des membres de sa famille dans l'Eyjafjörður. Il devait évoquer plus tard cette période de sa vie dans sa nouvelle intitulée Grasaferð.
En 1823, il commença ses études à Bessastaðir, avant de se tourner vers les sciences naturelles à l'Université de Copenhague.
Il fut l'un des membres fondateurs de la revue islandaise Fjölnir, publiée à l'origine à Copenhague en 1835. Cette revue fut utilisée par Jónas et d'autres poètes nationalistes pour éveiller un sentiment national auprès des Islandais, dans l'espoir de susciter un mouvement de résistance populaire contre la domination danoise.
Il obtint néanmoins le soutien du gouvernement danois pour ses recherches en sciences de la nature.
Il mourut en 1845 des suites d'un empoisonnement du sang, après son refus de se faire soigner à l'hôpital d'une fracture de la jambe.
Jónas est considéré comme l'un des pères fondateurs du romantisme en Islande. Sa poésie traduit une forte influence des paysages islandais. Il est aussi connu pour avoir introduit dans la poésie islandaise des mètres étrangers, tels le pentamètre. Sa poésie est toujours appréciée de nos jours ; plusieurs de ses poèmes, comme Heiðlóarkvæði, Ég bið að heilsa ou Álfareiðin ont été mis en musique et sont désormais considérés comme des chants traditionnels islandais.
Grand admirateur de l'écrivain et poète allemand Heinrich Heine, il traduisit un grand nombre de ses Lieder en islandais.